# دانيلا ووكر
دانيلا ووكر (بالإنجليزية: Danielle Walker)‏ هي كاتِبة أمريكية، ولدت في 17 فبراير 1985 في Castro Valley, California ‏ في الولايات المتحدة.

## وصلات خارجية
- الموقع الرسمي